# Godega di Sant’Urbano
Godega di Sant’Urbano – miejscowość i gmina we Włoszech, w regionie Wenecja Euganejska, w prowincji Treviso.
Według danych na rok 2004 gminę zamieszkiwały 5954 osoby, 248,1 os./km².